# Fred Benson
Fredua Buadee Benson Erchiah (Accra, 10 april 1984) is een Ghanees-Nederlands voormalig voetballer die doorgaans als aanvaller speelde.

## Clubcarrière
Benson verhuisde in zijn jeugd van Ghana naar Nederland en bezit beide nationaliteiten. Hij voetbalde in de jeugd van FC Amstelland en AVV Zeeburgia waarna hij werd opgenomen in de jeugdopleiding van Ajax. Die verruilde hij enige tijd later voor die van Vitesse, waarvoor hij in het seizoen 2004/05 in de hoofdmacht debuteerde. Benson kwam in zijn eerste jaar in het betaald voetbal tot zeven wedstrijden, waarin hij één keer scoorde. In het seizoen 2005/06 was Benson de meest scorende invaller in de Eredivisie. In 28 wedstrijden scoorde hij zeven keer, waarvan vijf keer als invaller. Benson werd het seizoen erop opnieuw de meest scorende invaller van de Eredivisie, nu samen met Kenneth Pérez. Hij speelde dit jaar 26 wedstrijden, waarin hij zes keer scoorde, vier keer als invaller. Benson wilde meer in de basis spelen en stuurde aan op een vertrek bij Vitesse. Hoewel hij in de eerste wedstrijd van het seizoen 2007/08 bij Vitesse wel in de basis begon, tekende hij op 22 augustus 2007 een vierjarig contract bij RKC Waalwijk.
Bij zijn debuut voor RKC, tegen ADO Den Haag, maakte Benson uit een strafschop direct zijn eerste doelpunt voor de club. In februari 2010 werd Benson voor een halfjaar verhuurd aan Shandong Luneng Taishan, dat in het voorgaande seizoen als vijfde was geëindigd in de Chinese competitie. Manager technische zaken Mohammed Allach bekende dat de verhuur van de Ghanees te maken had met geldnood. "Een verhuur heeft positieve gevolgen voor onze financiële huishouding." Trainer Ruud Brood had bovendien voldoende alternatieven voor de spits tot zijn beschikking. In het seizoen 2010/11 maakte Benson weer deel uit van de selectie van RKC Waalwijk. Hij besloot aan het eind van dat seizoen te vertrekken naar het Lechia Gdańsk.
Het verblijf in Polen is van korte duur. In februari 2012 liet Benson zijn contract ontbinden, omdat hij er naar verluidt niet kon aarden. Het gepromoveerde PEC Zwolle besloot de transfervrije Benson daarna een contract aan te bieden voor het seizoen 2012/13. Na twee seizoenen in Zwolle te hebben gespeeld werd zijn contract niet verlengd. Op 17 juni 2014 tekende Benson een tweejarig contract bij FC Sheriff Tiraspol. In januari 2015 ging hij naar Rapid Boekarest. Na een verblijf bij VV IJsselmeervogels sloot hij zich in juli 2016 op amateurbasis aan bij de selectie van het eerste elftal van RKC Waalwijk. Na één seizoen sloot hij zijn voetballoopbaan af.

### Carrièrestatistieken
| Seizoen         | Club                | Competitie        | Competitie | Competitie | Beker | Beker | Internationaal | Internationaal | Overig | Overig | Totaal | Totaal |
| Seizoen         | Club                | Competitie        | Wed.       | Dlp.       | Wed.  | Dlp.  | Wed.           | Dlp.           | Wed.   | Dlp.   | Wed.   | Dlp.   |
| --------------- | ------------------- | ----------------- | ---------- | ---------- | ----- | ----- | -------------- | -------------- | ------ | ------ | ------ | ------ |
| 2004/05         | Vitesse             | Eredivisie        | 7          | 1          | –     | –     | 0              | 0              | 0      | 0      | 7      | 1      |
| 2005/06         | Vitesse             | Eredivisie        | 28         | 7          | –     | –     | 0              | 0              | 0      | 0      | 28     | 7      |
| 2006/07         | Vitesse             | Eredivisie        | 26         | 6          | –     | –     | 0              | 0              | 0      | 0      | 26     | 6      |
| 2007/08         | Vitesse             | Eredivisie        | 1          | 0          | –     | –     | 0              | 0              | 0      | 0      | 1      | 0      |
| 2007/08         | RKC Waalwijk        | Eerste divisie    | 28         | 11         | –     | –     | 0              | 0              | 0      | 0      | 28     | 11     |
| 2008/09         | RKC Waalwijk        | Eerste divisie    | 34         | 13         | –     | –     | 0              | 0              | 0      | 0      | 34     | 13     |
| 2009/10         | RKC Waalwijk        | Eredivisie        | 20         | 4          | –     | –     | 0              | 0              | 0      | 0      | 20     | 4      |
| 2009/10         | → Shandong Luneng   | Super League      | 7          | 2          | –     | –     | 0              | 0              | 0      | 0      | 7      | 2      |
| 2010/11         | RKC Waalwijk        | Eerste divisie    | 31         | 17         | 4     | 4     | 0              | 0              | 0      | 0      | 35     | 21     |
| 2011/12         | Lechia Gdańsk       | Ekstraklasa       | 11         | 1          | 1     | 0     | 0              | 0              | 0      | 0      | 12     | 1      |
| 2012/13         | PEC Zwolle          | Eredivisie        | 32         | 8          | 5     | 4     | 0              | 0              | 0      | 0      | 37     | 12     |
| 2013/14         | PEC Zwolle          | Eredivisie        | 29         | 7          | 3     | 3     | 0              | 0              | 0      | 0      | 32     | 10     |
| 2014/15         | FC Sheriff Tiraspol | Divizia Națională | 6          | 1          | 1     | 1     | 4              | 1              | 0      | 0      | 11     | 3      |
| 2014/15         | Rapid Boekarest     | Liga 1            | 13         | 0          | 0     | 0     | 0              | 0              | 0      | 0      | 13     | 0      |
| 2016/17         | RKC Waalwijk        | Eerste divisie    | 23         | 6          | 1     | 1     | 0              | 0              | 2      | 0      | 26     | 7      |
| Carrière totaal | Carrière totaal     | Carrière totaal   | 296        | 84         | 15    | 13    | 4              | 1              | 2      | 0      | 317    | 98     |

## Interlandcarrière
Nederland onder 21
Op 17 mei 2006 maakte Benson zijn debuut voor Jong Oranje in de oefenwedstrijd tegen Jong Duitsland (2 – 2). Daarna werd hij ook opgenomen in de selectie voor het EK onder 21, dat diezelfde maand plaatsvond in Portugal. Benson kwam op het door Jong Oranje gewonnen toernooi niet in actie.
| Interlands van Fred Benson | Interlands van Fred Benson | Interlands van Fred Benson | Interlands van Fred Benson | Interlands van Fred Benson | Interlands van Fred Benson |
| №                          | Datum                      | Wedstrijd                  | Uitslag                    | Soort Wedstrijd            | Doelpunten                 |
| Als speler bij Vitesse     | Als speler bij Vitesse     | Als speler bij Vitesse     | Als speler bij Vitesse     | Als speler bij Vitesse     | Als speler bij Vitesse     |
| -------------------------- | -------------------------- | -------------------------- | -------------------------- | -------------------------- | -------------------------- |
| 1.                         | 17 mei 2006                | Nederland – Duitsland      | 2 – 2                      | Vriendschappelijk          | 0                          |
| 2.                         | 15 augustus 2006           | Duitsland – Nederland      | 2 – 2                      | Vriendschappelijk          | 0                          |

## Erelijst
Nederlands voetbalelftal onder 21
| Nationaal                  |    |             |
| Europees Kampioen onder 21 | 1x | EK –21 2006 |

 Shandong Luneng Taishan
| Nationaal           |    |      |
| Landskampioen China | 1x | 2010 |

 PEC Zwolle
| Nationaal          |    |         |
| Winnaar KNVB beker | 1x | 2013/14 |